# Techno Unió
A Techno Unió a Csillagok háborúja című filmsorozatban egy hatalmas, befolyásos vállalat a Független Rendszerek Konföderációjában. Az Unió hatalmas gyárakkal, üzemekkel rendelkezik, és támogatta a szeparatista hadsereg felállítását. A galaxis fő tudományos és technológiai vállalatai a hatalmas Technológiai Uniótól függtek. A legfontosabbak közé tartoztak: Baktoid Armor Companies, Haor Engineering Systems, Republic Sienar Systems, Kuat Engineering Systems, Tagge Corporation és a BlasTech Industries.
A vállalat elnöke a Klónháborúk idején Wat Tambor volt, egy illusztris skakoi, aki  körültekintően vezette a céget, de a Galaktikus Köztársaság szigorúsága miatt féltette vállalkozása biztonságát.
A cég vezetői a páncélzatban élő skakoik. A Techno Unió székhelye Skako és a Metalorn, amit a Klón Háborúban a Köztársaságiak bevettek. A cég az egyik legfontosabb volt a szakadárok között, elsősorban azért mert a droidhadsereget ők gyártották, valamint a skakoi páncélzatok fejlesztését ők támogatták.
Wat Tambor úgy döntött, hogy más szövetségek és vállalkozások (köztük a Kereskedelmi Szövetség és a Céhek) jelentős csoportjával együtt megalakítják a Független Rendszerek Konföderációját, ismertebb nevén a Szeparatistákat.
A Klónháborúk idején a Techno-Union szállította a szeparatista droidhadseregnek a Battle Droid, Super Battle Droids, Octuptarra, Tri-Droid és Crab Droid elnevezésű fegyvereket.
Miután a Galaktikus Birodalom létrejött, Wat Tambort és a többi szeparatista vezetőt megölte Anakin Skywalker, a Techno-Union pedig kezdett szétesni. Végül több ezer kisebb vállalat jött létre, amelyek a birodalmi kormánytól és a törvényhozástól függtek. A Techno-Union nyomtalanul eltűnt, akárcsak a Konföderáció más vállalatai.

## Fordítás
- Ez a szócikk részben vagy egészben  a   Tecno Unión című spanyol Wikipédia-szócikk ezen változatának fordításán alapul.  Az eredeti cikk szerkesztőit annak laptörténete sorolja fel. Ez a jelzés csupán a megfogalmazás eredetét és a szerzői jogokat jelzi, nem szolgál a cikkben szereplő információk forrásmegjelöléseként.